# HD 19141
HD 19141 (r Eridanus) é uma estrela na direção da Eridanus. Possui uma ascensão reta de 03h 02m 55.84s e uma declinação de −46° 58′ 30.2″. Sua magnitude aparente é igual a 5.81. Considerando sua distância de 821 anos-luz em relação à Terra, sua magnitude absoluta é igual a −1.20. Pertence à classe espectral K2/K3III.